# Ленуар, Александр (историк)
Алекса́ндр Мари Ленуа́р (фр. Alexandre Marie Lenoir; 27 декабря 1761, Париж — 11 июня 1839, Париж) — французский историк-медиевист, внёсший огромный вклад в дело сохранения исторических памятников Франции в годы революции. Директор учреждённого в 1795 году Музея французских памятников.

## Биография
Александр Ленуар учился в Коллеже Четырёх Наций в Париже, затем, в 1778 году, поступил в Королевскую академию живописи и скульптуры, где учился живописи у Габриэля-Франсуа Дуайена, однако Ленуар отказался от карьеры художника и стал пробовать свои силы в писательстве.
В начале революции было решено собрать в одном месте все произведения искусства как часть национальной собственности, конфискованные у различных религиозных организаций и частных собраний во избежание их рассеяния и уничтожения. Учредительное собрание назначило Александра Ленуара, благодаря поддержке Жана Сильвена Байи, смотрителем склада в бывшем монастыре Пти-Огюстен (1791—1795).
1 августа 1793 года Конвент постановил разрушить королевские гробницы в базилике Сен-Дени. Александр Ленуар решительно выступил против осквернения памятников истории и предметов искусства, при этом во французском лексиконе появился новый термин: «вандализм».
В 1795 году Ленуар был назначен директором вновь созданного Музея французских памятников. В 1810 году он опубликовал каталог музея, включив его в «Историю искусств Франции». Затем последовало «Описание музея» с подробными характеристиками экспонатов, что было ново для того времени.
Музей просуществовал двадцать лет и был закрыт по распоряжению короля в 1816 году, а собранные в нём памятники были переданы национальным музеям, часть возвращена монастырям, откуда они были изъзяты. Ленуар же был назначен заведующим древностями в королевской базилике Сен-Дени и занялся реставрацией королевских надгробий.
Выдающийся историк и плодовитый писатель, Александр Ленуар оставил после себя более сотни произведений: монографии, статьи, эссе, репортажи, музейные каталоги и аннотации, письма и дневники. Ленуар скончался 11 июня 1839 года в Париже. Похоронен на Монпарнасском кладбище (участок 2).

## Историческая концепция Александра Альберта Ленуара
Основные научные идеи и размышления Ленуара отражают концепцию исторического прогресса Сен-Симона, разработанную также, в частности, Пьером Леру, и устанавливают новые принципы изучения и эволюционного понимания изобразительного искусства и архитектуры. Отказываясь от общепринятой в то время теории подъёмов и упадков, согласно которой выдающимися признавались лишь некоторые периоды истории, Ленуар предложил новое прочтение непрерывности эволюции с учётом политических, социальных и религиозных факторов. Стремясь к популяризации своих идей, он изложил их в серии статей, написанных в соавторстве с Леоном Водуайе и опубликованных в журнале «Le Magasin» между 1839 и 1852 годами.
Свои гипотезы он также изложил «Истории христианской архитектуры от царствования Константина до XIII века» (Histoire de l’architecture chrétienne depuis le règne de Constantin jusqu’au XIII siècle), положительно встреченной в 1834 году членами Академии надписей и изящной словесности. Так, например, согласно оригинальной концепции Ленуара, готический стиль в архитектуре имеет восточное, «сарацинское» происхождение и поэтому в странах Западной Европы является результатом слияния византо-греческой и латинской традиций. Он опубликовал статьи на эту тему в «Revue générale de l’architecture» и в «Archeologique Annales», а также выпустил два «увража»: «Монастырская архитектура» (Architecture monastique) и «Инструкции для использования путешественниками на Востоке» (Instructions à l’usage des voyageurs en Orient, 1856). Ленуар в этих работах рассматривал также искусство витража и костюма, но признавал его художественные достоинства лишь начиная с эпохи Возрождения. Ленуар считал, что «хороший вкус» пришёл во Францию только в эпоху Возрождения вместе с итальянским влиянием.
Сыном Александра Ленуара-историка был архитектор Александр Альберт Ленуар (1801—1891). Его внук — скульптор Альфред Ленуар.

## Труды
- «Notice historique des monuments des arts, réunis au Dépôt national» (1793),
- «Musée des monuments français» (1804),
- «Nouveaux essais sur les hiéroglyphes» (1809—1822),
- «Histoire des arts en France prouvée par les monuments» (1810),
- «Franc-maçonnerie rendue à sa véritable origine» (1814),
- «Atlas des monuments des arts libéraux mécaniques et industriels de la France depuis les Gaulois» (1820),
- «Observations sur les comédiens et sur les masques du théâtre ancien» (1825).